# Callopistria tarsipilosa
Callopistria tarsipilosa är en fjärilsart som beskrevs av Emilio Berio 1959. Callopistria tarsipilosa ingår i släktet Callopistria och familjen nattflyn. Inga underarter finns listade i Catalogue of Life.